# Malin Nilsson (trollkonstnär)
Malin Nilsson, född 1981 i Malmö, uppvuxen på Österlen, är en svensk magiker som vann SM och Nordiska mästerskapet i trolleri år 2003.